# Bathygobius ramosus
Bathygobius ramosus és una espècie de peix de la família dels gòbids i de l'ordre dels perciformes.

## Morfologia
Els mascles poden assolir els 20 cm de longitud total.

## Distribució geogràfica
Es troba des del Golf de Califòrnia (Mèxic) fins al nord del Perú.